# Marcelo Balsells
Marcelo Balsells (La Plata, n. ca. 1951) es un cantante argentino, con registro de tenor, orientado principalmente a la música folclórica de América y negro spiritual, que integró el grupo vocal Opus Cuatro desde 1982 hasta el año 2012, posteriormente se desempeñó como Director de la Casa Argentina en París Francia entre el año 2012 y 2016. Actualmente continua con su carrera de solista e integra el Estudio Coral de Buenos Aires dirigido por el maestro Carlos López Puccio.

## Trayectoria
Marcelo Balsells es egresado del Conservatorio Nacional Carlos López Buchardo Bs. As. como Profesor Nacional de Música y su formación superior de canto y repertorio la realizó en la Escuela de Canto de Madrid. España. En los primeros años de su carrera integró diversas agrupaciones corales y de Cámara, entre otras: GCC, Coro de Cámara de la Asociación Wagneriana,  9 de Cámara, Estudio Coral de Buenos Aires, Coro Polifónico Nacional y Coro del Instituto Superior de Arte del Teatro Colón de Buenos Aires.
Integró el grupo vocal Opus Cuatro entre 1982 y 2012. Opus Cuatro había debutado el 10 de julio de 1968 y se convertiría en uno de los grupos vocales más importantes de América Latina, manteniéndose activo desde entonces sin interrupciones. Al comenzar 2009, habían realizado 7100 actuaciones en 450 ciudades de todo el mundo, incluyendo 25 giras por Europa y 9 por Estados Unidos.
Balsells integró el grupo con Alberto Hassán (primer tenor), Hernando Irahola (barítono) y Federico Galiana (bajo).
Luego de separarse del conjunto Opus Cuatro, entre octubre del 2012 y julio de 2016 fue director de la Maison de l’ Argentine en la Cité Universitaire International de Paris. A partir del año 2016 retomó su carrera de solista volviendo a recorrer los escenarios de Argentina, Latinoamérica, USA y Europa.

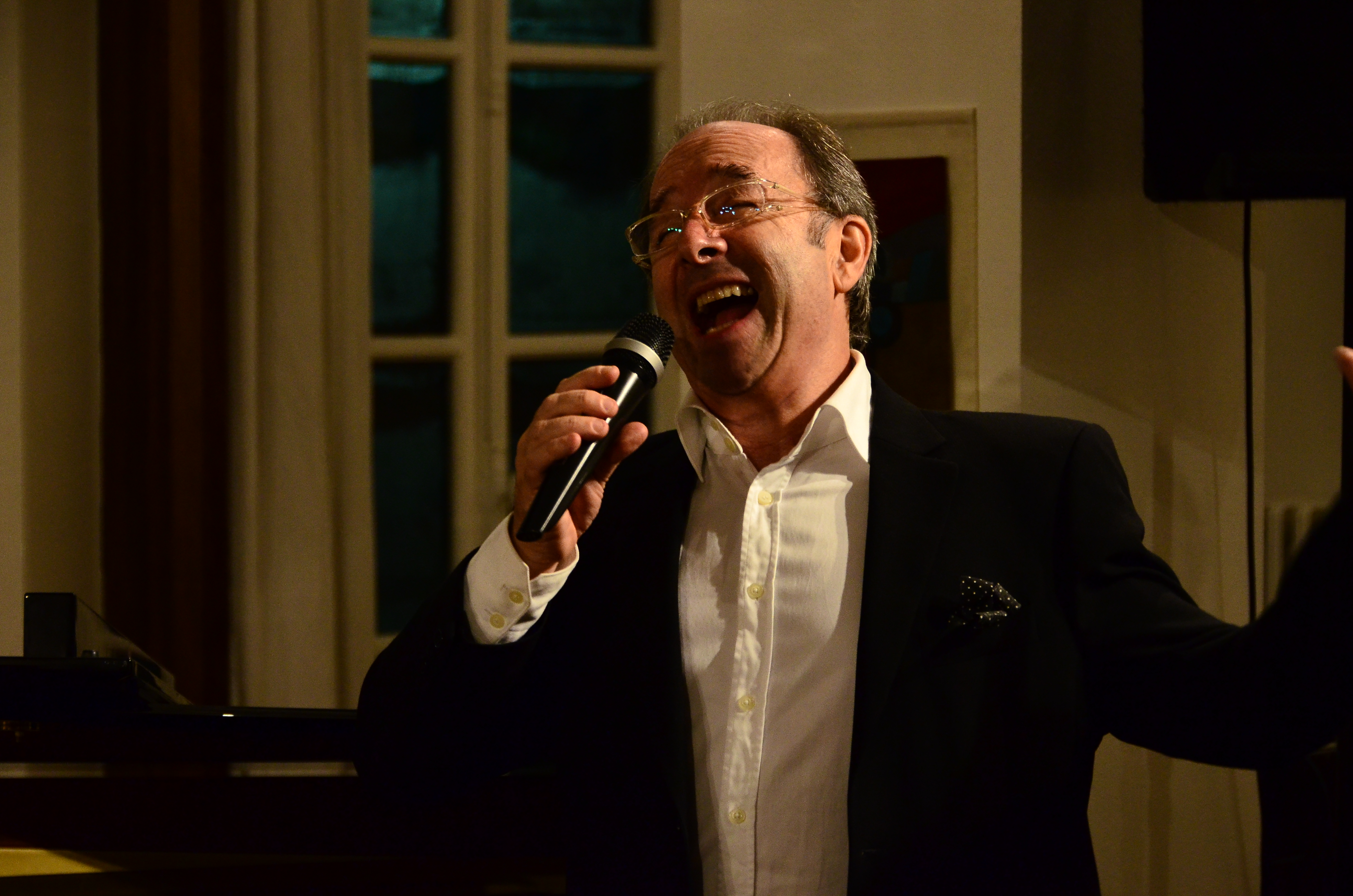

Entre otros reconocimientos es Personalidad de la Cultura de la ciudad de Buenos Aires, Ganador del Premio Gardel, máximo galardón de la música argentina. 

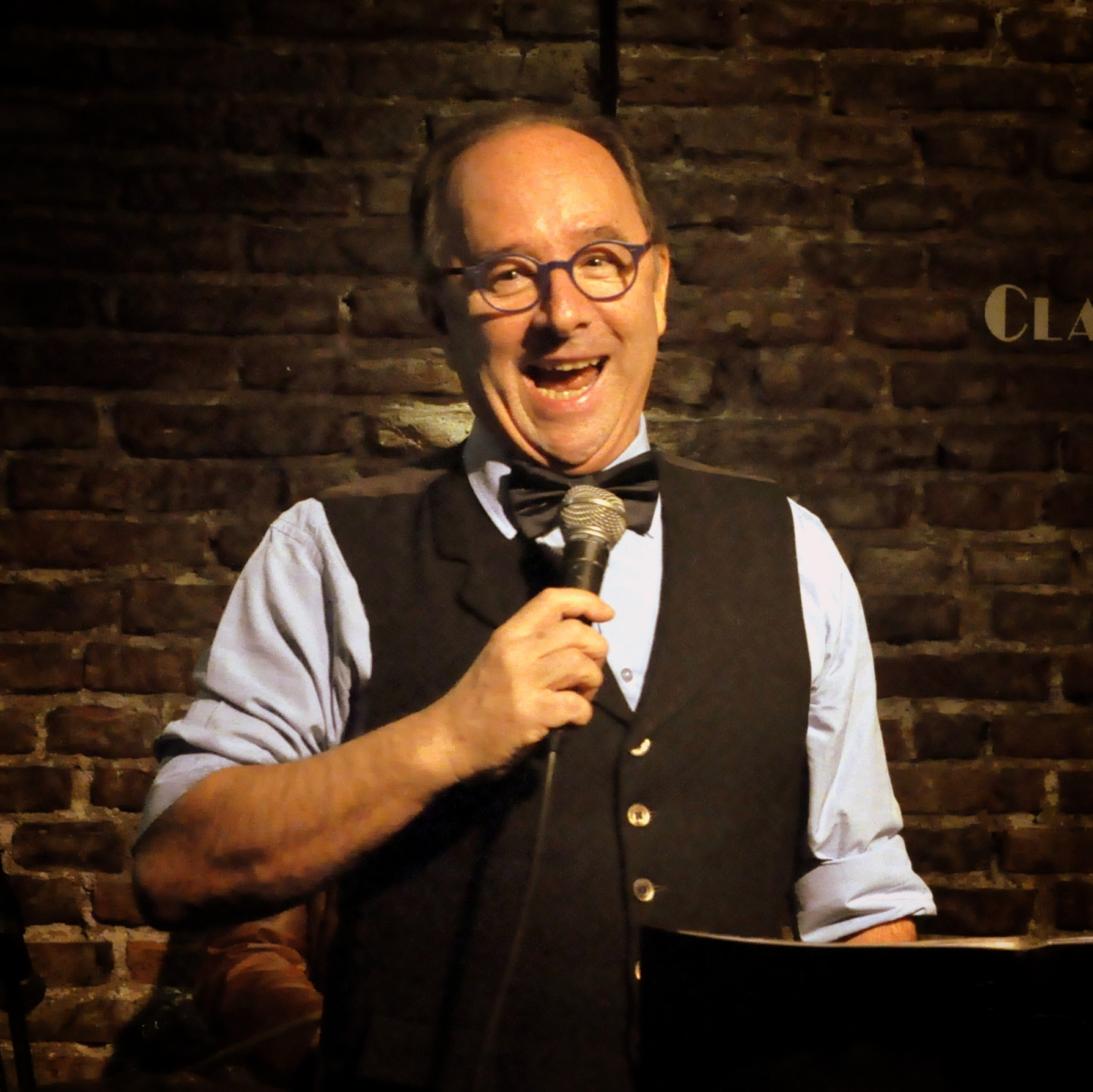
En su Ciclo de Conciertos en Clásica y Moderna

Miembro fundador y primer presidente de “Música Esperanza” 
En 2019 grabó su segundo álbum de solista "En Vuelo", junto a otras principales figuras de la Música Argentina como Teresa Parodi, Popi Spatocco, Franco Luciani, Maria Volonté y Magdalena Leon, entre otros músicos invitados. Su disco "En Vuelo" tuvo muy buena recepción entre la crítica especializada y recibió una nominación a los Premios Gardel 2020 como "Mejor Album Melódico Romántico". La grabación de este disco fue registrada en un documental realizado por Rodrigo Vila. 

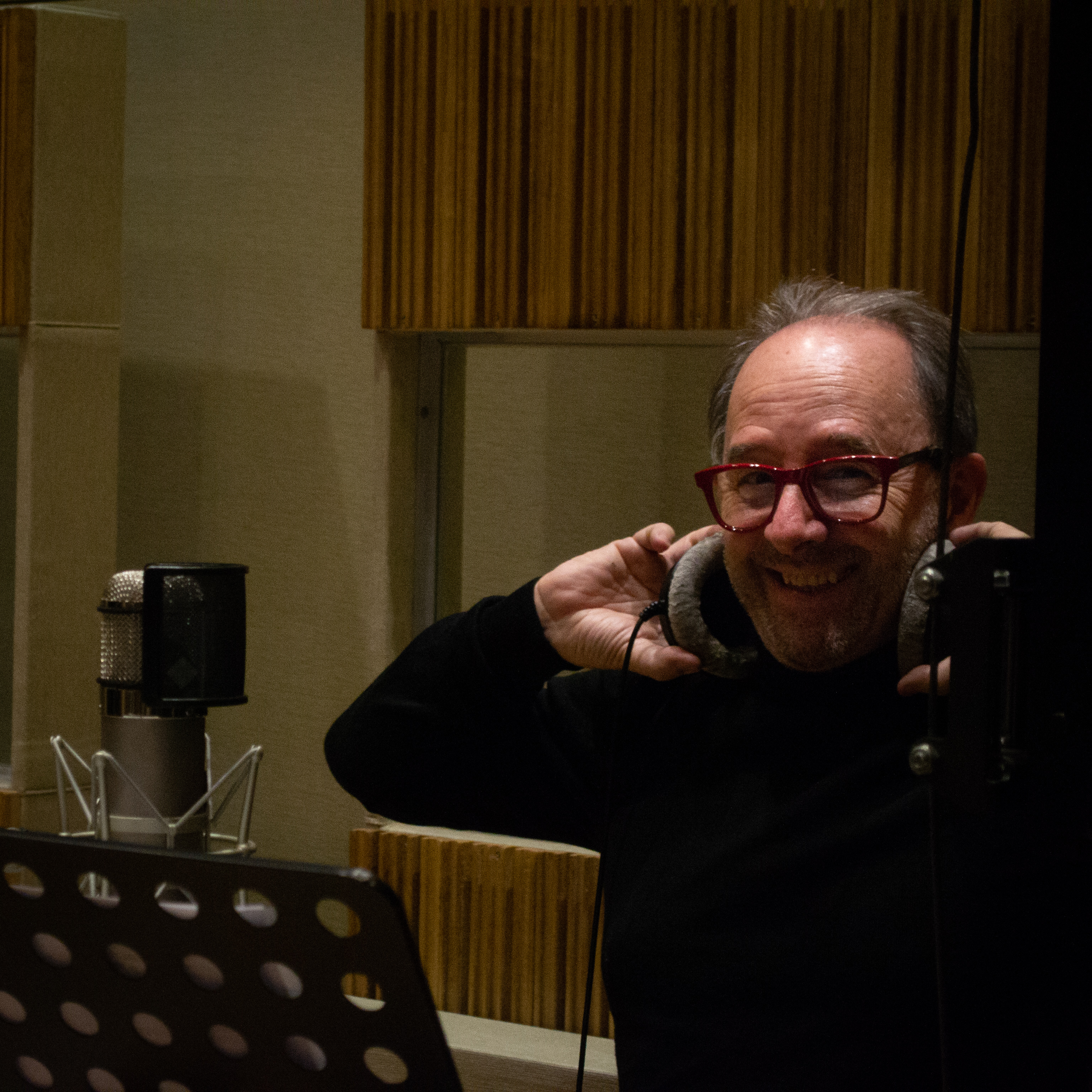
Marcelo Balsells durante la grabación de su disco En Vuelo en 2019.

## Discografía

### Álbumes con Opus Cuatro
1. Militantes de la vida, 1984
2. Un nuevo tiempo, 1987
3. Por amor, 1992
4. Jazz, spirituals, musicals, 1993
5. Opus Cuatro canta con los coros argentinos, 1994
6. No dejes de cantar, 1996
7. Opus Cuatro canta con los coros argentinos, volumen II, 1997
8. Milagro de amor, 1998
9. Opus Cuatro, se vuelve a más, 1999 (edición para Europa)
10. Cantata al Gral. Don José de San Martín, 1999, dirección musical de Luis María Serra
11. Opus Cuatro. Europa en vivo, 2000
12. Opus Cuatro, tangos, valses y milongas, 2001
13. Los opus y los vientos, 2003, con el grupo Cuatro Vientos (Julio Martínez, Jorge Polanuer, Diego Maurizi, Leo Heras)
14. Spirituals, blues & jazz, 2005
15. Opus Cuatro canta con los coros argentinos, volumen III, 2007
16. Latinoamérica vive, 2007, Radio Nederland
17. Opus Cuatro. Cuarenta años de canto, 2008

Albumes como solista
1. Sentir Argentino, 2001. Junto a Lito Vitale
2. En Vuelo, 2019. Dirección Musical de Popi Spatocco

### Para ver y oír
- En la sección "Sala de Audio" del Sitio Oficial de Opus Cuatro Archivado el 2 de abril de 2009 en Wayback Machine., es posible escuchar fragmentos de sus temas.
- En Spotify
- En Youtube

- Datos: Q5995724